# Picrolemma
Picrolemma é um género de plantas com flores pertencentes à família Simaroubaceae. São pequenos arbustos dióicos.
A sua área de distribuição nativa é no sul da América Tropical.
Espécies:
- Picrolemma huberi Ducke
- Picrolemma sprucei Benth. & Hook.f.